# عملية سدادية
تعتبر العملية السدادية خاصية تشريحية على حوض الأركوصورات. وهي منطقة بارزة في عظم ورك الإسك في الحوض. وهي أساس العضلات الملتصقة بعظم الفخد وتساعد على الجري. وفي التمساحيات، تسمى هذه العضلات عضلات بوبو-الإسك-الفخذي الظاهري 1و2 (pubo-ischio-femoralis externus). وفي الطيور تسمى هذه العضلات السادة الجانبية (obturatorius laterali) والسادة المتوسطة (obturatorius medialis). فهي تدخل على المدور الكبير لعظم الفخد. انظر عملية بروكسيمودورسال (proximodorsal process).